# Friedhelm Riegel
Friedhelm Riegel (* 13. Mai 1935 in Düsseldorf-Oberbilk; † 9. Mai 2022 in Düsseldorf-Flehe) war ein Düsseldorfer Humorist, der seine größten Erfolge in den 1970er Jahren hatte. Der Büttenredner, Sänger, Entertainer und Bühnenbildner war zuletzt auch als Kunstmaler tätig.

## Leben
Riegel lernte zunächst den Beruf des Dekorateurs, auch studierte er einige Semester Kunst und Malerei. Bekanntheit aber erlangte er, der im Hauptberuf für eine örtliche Brauerei unter anderem als Botschafter des Düsseldorfer Altbieres tätig war, durch Auftritte beim Karneval und als Humorist. Seine selbstverfassten Monologe und nahezu pointenlosen Sketche – von denen der Künstler mehrere zusammen mit Angelika Milster aufnahm – sowie musikalischen Albernheiten erschienen in den 1970er Jahren auf fünf Langspielplatten, aus denen auch Singles ausgekoppelt wurden. Ein Hit wurde Riegels Rang zang zang. Hiernach bereiste er ein Jahrzehnt lang als Unterhalter auf Kreuzfahrtschiffen die Welt. Später war er alljährlich als Mitmoderator von Manfred Breuckmann bei den Übertragungen des WDR Fernsehens des Düsseldorfer Rosenmontagszuges zu hören. Reginald Rudorf charakterisierte für die Satirezeitschrift Pardon Riegels Humor einmal als Verdichtung und Stilisierung der peinlichen Situationen des Alltagslebens und nannte ihn einen „Humoristen der Entfremdung“ sowie den „zur Zeit“ (1976) einzigen wirklich komischen deutschsprachigen Humoristen. Nach dem Eintritt in den Ruhestand verlegte sich Riegel vermehrt auf die Kunstmalerei.
2001 wurde dem Humoristen – indes für soziale Verdienste – durch Johannes Rau das Bundesverdienstkreuz verliehen.
Friedhelm Riegel starb zu Hause im Kreis seiner Familie.